# هيلين فورمنت تخرج من الحمام
هيلين فورمنت تخرج من الحمام هي بورتريه رسمها بيتر بول روبنس لزوجته الثانية هيلين فورمنت بعد أن خرجت من حمامها. اللوحة حالياً ضمن مقتنيات متحف تاريخ الفنون في فينا.